# Michail Nikolajevitj Muravjov
Michail Nikolajevitj Muravjov,  född 19 april 1845, död 21 juni 1900, var en rysk greve och diplomat, sonson till Michail Muravjov-Vilenskij.
Muravjov inträdde 1864 på den diplomatiska banan, var legationssekreterare i Stockholm 1866-68 och 1873-74, blev 1880 förste ambassadsekreterare i Paris, 1885 ambassadråd i Berlin och 1893 envoyé i Köpenhamn, där han kom i nära beröring med ryska kejserliga familjen under dess sommarbesök, vilket torde ha bidragit till hans utnämning (januari 1897) till utrikesminister efter furst Lobanov-Rostovskij. Hans politik i de då brännande Kreta- och Kinafrågorna (Qingdynastin) var vacklande; han slöt i mars 1898 det fördrag med Kina, varigenom Ryssland arrenderade Kwantung-området. I augusti 1898 framförde han i en rundskrivelse tsar Nikolaj II inbjudan till den första fredskonferensen i Haag. Utbrottet av boxarupproret i Kina 1900 och ryska agenters hållning under den föregående agitationen där och i Manchuriet uppges ha framkallat häftig konflikt mellan tsaren och Muravjov kort före den senares plötsliga frånfälle. Muravjov utgav på ryska och i tysk översättning ett arbete om sin farfar.

## Fotnoter
1. 1 2  Aleksandr M. Prochorov (red.), ”Муравьёв Михаил Николаевич (дипломат)”, Большая советская энциклопедия : [в 30 т.], tredje utgåvan, Stora ryska encyklopedin, 1969, läst: 28 september 2015.[källa från Wikidata]